# Голос Європи
Голос Європи або Voice of Europe (VoE) — проросійська пропагандистське видання з дискредитації ЄС та України, якою керує Віктор Медведчук. Зареєстрована в Празі. Створена колишнім продюсером каналу 112 Україна Артемом Марчевським.
Також цей сайт використовувався для фінансування прихильних до Росії кандидатів у європейських виборах щонайменше у червні 2024 року. Слідством було викрито угорських, німецьких, бельгійських, французьких, нідерландських та польських політиків, що отримували таким чином гроші від Росії. Хабарі політикам передавали готівкою на зустрічах у Празі або через криптовалюту.
На сторінках видання часто з'являлися публікації політиків із ультраправої та проросійської партії «Альтернатива для Німеччини» (АдН), що висвітлювали, серед іншого, протести фермерів проти урядів Німеччини та Польщі чи акції проти міграції.

## Історія
Інтернет-портал «Голос Європи» існував протягом 2017—2019 років у Нідерландах. В ньому зокрема працював підприємець із Нідерландів, пов'язаний із політиком Тьєррі Боде, лідером Форуму за демократію. Боде хотів організувати референдум із метою скасувати угоду про асоціацію між ЄС та Україною.
2018 року лідер Партії свободи Ґерт Вілдерс заявив, що з захопленням дивився на «цінну та унікальну роботу» сайту Голос Європи, де він отримав чимало ідей. Вілдерс назвав VoE як «протиотрутою проти індоктринації фейкових ЗМІ». На думку журналістів нідерландського видання De Groene Amsterdammer, VoE є майданчиком для поширення дезінформації: у ньому часто використовуються матеріали європейських медіа з іншими словами та у зміненому контексті. Матеріали видання негативно згадують про мігрантів, Європейський союз та ліберальних політиків. При цьому, статті про Вілдерса та інших екстремістських чи ультраправих політиків-популістів подаються зазвичай у позитивному світлі.

### Перезапуск 2023 року
2023 року VoE відновив роботу й отримав адресу біля Вацлавської площі в Празі. У березні 2024 року новим власником компанії став польський бізнесмен Яцек Якубчик. На сайті стали публікувати матеріали з інших ЗМІ, зокрема з Compact і Unser Mitteleuropa та Deutschland-Kurier. Окрім статей німецькою мовою, публікувалися матеріали англійською та чотирнадцятьма іншими мовами.
Проект став фінансувати український олігарх Віктор Медведчук, довірена особа Кремля. За оперативні питання відповідав Артем Марчевський. Були опубліковані інтерв'ю з політиками правого та ультраправого напрямку, зокрема, Герта Вілдерса, Філіпа Девінтера, Томмі Робінсона та Енн Колтер. Німецьких політиків із праворадикальної партії AfD, зокрема Максиміліана Краха та Петра Бистрона, видання запросило на переговори до Праги. Медвечук тоді заявив, що критика видання є «полюванням на відьом» проти політиків, які «виступають за мир, так само, як і Зеленський з 2019 року».За даними словацького видання Deník N, політики отримували оплату від видання безпосередньо готівкою в Празі або у формі криптовалюти. Гроші отримали політики з Німеччини, Бельгії, Франції, Угорщини, Нідерландів та Польщі.
У березні 2024 року Агентство внутрішньої безпеки Польщі заявило про викриття проросійської мережі, що організовувала проросійські ініціативи та медіакампанії у країнах ЄС проти держав та органів Євросоюзу та України. ABW провели обшуки у приміщеннях організації в Варшаві та Тихи в межах розслідування російської шпигунської діяльності, вилучено 48 500 євро та $36 тис.
29 березня з розслідування Spiegel і чеської Denik N стало відомо, що депутат німецького Бундестагу Петр Бистрон отримував гроші від «Голосу Європи». На сайті видання публікували заклики європейських політиків припинити допомогу Україні, а деяким з авторів за це платили гроші. Прем'єр-міністр Бельгії Александр Де Кроо заявив, що депутати Європарламенту отримували гроші від Росії за поширення пропаганди через видання Voice of Europe.
Тоді ж уряд Чехії запровадив санкції проти операторів сайту «Голос Європи» і Віктора Медведчука.
17 травня 2024 року Рада ЄС призупинила мовлення «Голосу Європи» на території ЄС.
28 травня слідчі обшукали будинок пов'язаного з «Голосом Європи» помічника депутата Європейського парламенту у Брюсселі і його офіс у Європарламенті, французька судова влада обшукала його офіс у Страсбурзі.

## Санкції
У травні 2025 року ЄС застосувала санкції проти платформи «Голос Європи» за поширення проросійської пропаганди в Україні та за її межами, також під санкції потрапили Віктор Медведчук, Артем Марчевсьский і Олег Волошин.